# Liste von Kirchengebäuden mit Achsknick
Der Achsknick im romanischen und gotischen Kirchenbau bedeutet eine unterschiedliche Orientierung der Längsachsen von Langhaus und Chor. Dieses architektonische Merkmal, das an vielen alten Kirchen zu beobachten ist, wurde erstmals im letzten Viertel des 20. Jahrhunderts an Beispielen aus Ostösterreich erforscht und ist laut Erwin Reidinger auf die in zeitlichem Abstand vorgenommene Ostung der Gebäudeteile zurückzuführen.

## Liste von Kirchen mit belegtem Achsknick
In der folgenden Liste befinden sich Kirchengebäude, deren genau vermessener und datierter Achsknick schriftlich veröffentlicht wurde und im Inneren nach wie vor sichtbar ist.
| Land        | Ort              | Gebäude           | Jahr | Achsausrichtung Langhaus  | Ausrichtung Chorachse                | Zeitspanne | Knickwinkel | Bemerkung/Ansicht       |
| ----------- | ---------------- | ----------------- | ---- | ------------------------- | ------------------------------------ | ---------- | ----------- | ----------------------- |
| Israel      | Jerusalem        | Grabeskirche      | 326  | Karfreitag, 8. April      | Ostersonntag                         | 2 Tage     | 1,43° Nord  | im Jahr 1009 zerstört   |
| Deutschland | Passau           | Dom St. Stephan   | 982  | Mittwoch, 8. März         | 2. Fastensonntag, 12. März           | 4 Tage     | 2,91° Nord  |                         |
| Deutschland | Speyer           | Speyerer Dom      | 1027 | Montag, 25. September     | Erzengel Michael, 29. September      | 4 Tage     | 2,31° Süd   |                         |
| Deutschland | Vilshofen        | Stadtpfarrkirche  | 1205 | Mittwoch, 6. April        | Ostersonntag                         | 4 Tage     | 2,34° Nord  | 1794 abgebrannt         |
| Österreich  | Friedberg        | Stadtpfarrkirche  | 1193 | Karfreitag, 26. März      | Ostersonntag                         | 2 Tage     | 1,13° Nord  | gotischer Neubau        |
| Österreich  | Heiligenkreuz    | Stiftskirche      | 1133 | Palmsonntag, 19. März     | Ostersonntag                         | 7 Tage     | 3,56° Nord  | Chor im 15. Jh. ersetzt |
| Österreich  | Klein-Mariazell  | Basilika          | 1136 | Karfreitag, 20. März      | Ostersonntag                         | 2 Tage     | 1,36° Nord  | Neubau 1256             |
| Österreich  | Laa an der Thaya | Pfarrkirche       | 1207 | Palmsonntag, 15. April    | Ostersonntag                         | 7 Tage     | 2,95° Nord  | spätere Umbauten        |
| Österreich  | Linz             | Stadtpfarrkirche  | 1207 | Karfreitag, 20. April     | Ostersonntag                         | 2 Tage     | 1,13° Nord  | barocker Neubau 1656    |
| Österreich  | Muthmannsdorf    | St. Peter im Moos | 1136 | Peter und Paul, 26. Juni  | Sonntag, 19. Juli                    | 20 Tage    | 5,06° Süd   |                         |
| Österreich  | Marchegg         | Pfarrkirche       | 1268 | Gründonnerstag, 5. April  | Ostersonntag                         | 3 Tage     | 1,54° Nord  |                         |
| Österreich  | Schöngrabern     | Pfarrkirche       | 1211 | Freitag, 11. März         | 4. Fastensonntag (Laetare), 13. März | 2 Tage     | 1,18° Nord  |                         |
| Österreich  | Wien             | Stephansdom       | 1137 | Stephanitag, 26. Dezember | darauf folgender Sonntag             | 7 Tage     | 1,02° Nord  |                         |
| Österreich  | Wiener Neustadt  | Dom               | 1192 | Pfingstsonntag, 24. Mai   | Pfingstsonntag, 16. Mai 1193         | 357 Tage   | 2,40° Süd   |                         |

## Liste von weiteren Gebäuden mit Achsknick
In der folgenden Liste befinden sich weitere Gebäude mit abweichender Orientierung von Langhaus und Chor, deren Achsknick aber noch nicht genau untersucht wurde oder die aus anderen Gründen nicht in die obige Liste passen. Darunter fallen nicht-kirchliche Bauten.
| Land           | Ort                       | Gebäude                               | Bemerkung | Ansicht |
| -------------- | ------------------------- | ------------------------------------- | --- | ------- |
| Deutschland    | Bautzen                   | Dom St. Petri                         | Der Achsknick nach Süden ist sowohl innen als auch außen am First klar erkennbar                                                           |         |
| Deutschland    | Münster                   | St. Lamberti                          | erbaut ab 1375, Achsknick nach Norden |         |
| Deutschland    | Neumarkt i. d. Opf.       | St. Johannes                          | erbaut zwischen 1400 und 1440, Achsknick nach Norden                                                                                       |         |
| Deutschland    | Nürnberg                  | St. Sebald                            | erbaut zwischen 1225/1230 und 1273, Achsknick nach Norden                                                                                  |         |
| Deutschland    | Oberursel                 | St. Ursula                            | Achsknick nach Norden mit zusätzlichem Versatz der Achse des Langhauses nach Süden. Der Achsenbruch hat seinen Grund in einer Planänderung |         |
| Frankreich     | Quimper                   | Kathedrale Saint-Corentin             | erbaut ab 1239, Achsknick nach Norden |         |
| Frankreich     | Batz-sur-Mer              | St-Guénolé                            | erbaut im 15./16. Jahrhundert, Achsknick nach Norden                                                                                       |         |
| Frankreich     | Nevers                    | Kathedrale von Nevers                 | erbaut im 13./14. Jahrhundert, Achsknick nach Süden                                                                                        |         |
| Frankreich     | Vitré                     | Notre-Dame                            | |         |
| Großbritannien | Cwmyoy                    | St Martin’s Church                    | Verursacht durch den instabilen Untergrund gilt St Martin als die „schiefste Kirche in Großbritannien“.                                    |         |
| Großbritannien | Whitby                    | Whitby Abbey                          | |         |
| Israel         | Jerusalem                 | Felsendom                             | Der älteste monumentale Sakralbau des Islam aus dem Jahr 686 zeigt einen Achsknick von ca. 2,8° Nord.                                      |         |
| Italien        | Brixen                    | Brixner Dom                           | |         |
| Österreich     | Bad Schallerbach          | Magdalenabergkirche                   | erbaut um 1400, der Achsknick nach Norden ist auch am Dachfirst gut erkennbar                                                              |         |
| Österreich     | Furth bei Göttweig        | Stiftskirche Göttweig                 | Die ursprünglich romanische Anlage hatte einen Achsknick von 3,31° Nord.                                                                   |         |
| Österreich     | Hall in Tirol             | Stadtpfarrkirche Hall in Tirol        | |         |
| Österreich     | Hellmonsödt               | Pfarrkirche Hellmonsödt               | Achsknick nach Norden |         |
| Österreich     | Maiersdorf                | Pfarrkirche Maiersdorf                | Ostungen am Karfreitag und Ostersonntag 1166 (oder 1139)                                                                                   |         |
| Österreich     | Saxen                     | Pfarrkirche Saxen                     | Achsknick nach Norden |         |
| Österreich     | Spitz                     | Pfarrkirche Spitz                     | |         |
| Österreich     | St. Thomas am Blasenstein | Pfarrkirche St. Thomas am Blasenstein | Die Ende des 14. Jahrhunderts errichtete Kirche weist einen Achsknick von etwa 5° Nord auf.                                                |         |
| Österreich     | Wartberg ob der Aist      | Pfarrkirche Wartberg ob der Aist      | Die 1508 errichtete Kirche zeigt einen Achsknick von knapp 2° Nord.                                                                        |         |
| Österreich     | Wien                      | Schottenkirche (Wien)                 | Die ursprünglich romanische Anlage zeigte einen Achsknick von 1,91° Nord.                                                                  |         |
| Österreich     | Wiener Neustadt           | St. Peter an der Sperr                | |         |